# Michael R. Miller
Michael R. Miller ist ein US-amerikanischer Filmeditor.
Miller begann seine Laufbahn als Schnittassistent Ende der 1970er Jahre. Ab 1982 war er als eigenständiger Editor tätig. Er arbeitete seither an beinahe 50 Film- und Fernsehproduktionen im Bereich Filmschnitt mit. 1984 war er für seine Arbeit für den Emmy nominiert.
In den Jahren 2011 und 2012 inszenierte Miller insgesamt drei Kurzfilme.

## Filmografie (Auswahl)
- 1982: Split Cherry Tree
- 1987: Arizona Junior (Raising Arizona)
- 1988: D.O.A. – Bei Ankunft Mord (D.O.A.)
- 1988: Patty (Patty Hearst)
- 1988: Ghettobusters (I'm Gonna Git You Sucka)
- 1990: Miller’s Crossing
- 1990: Mr. Destiny
- 1991: Die blonde Versuchung (The Marrying Man)
- 1992: Medicine Man – Die letzten Tage von Eden (Medicine Man)
- 1993: Swing Kids
- 1994: Ein genialer Freak (With Honors)
- 1995: Kaffee, Milch und Zucker (Boys on the Side)
- 1996: Kopf über Wasser (Head Above Water)
- 1997: Anaconda
- 1997: Mr. Magoo
- 1997: Keys to Tulsa
- 1999: Stigmata
- 2000: Mittendrin und voll dabei (Skipped Parts)
- 2000: Ich hab doch nur meine Frau zerlegt (Picking Up the Pieces)
- 2001: Ghost World
- 2001: Ritter Jamal – Eine schwarze Komödie (Black Knight)
- 2004: Soul Plane
- 2006: The OH in Ohio
- 2007: Slipstream
- 2009: New York Mom (Motherhood)
- 2010: HappyThankYouMorePlease (happythankyoumoreplease)
- 2012: Liberal Arts